# Pat Mazzoli
Patrick James Mazzoli, detto Pat (Markham, 16 marzo 1970), è un ex hockeista su ghiaccio canadese naturalizzato italiano, di ruolo portiere.

## Carriera
Mazzoli si mise in luce nella sua stagione con gli Humboldt Broncos, tanto da essere scelto dai Québec Nordiques al draft 1990 al nono giro (169ª scelta assoluta).
Non giocò mai in NHL: dopo tre anni in NCAA con la maglia della Ferris State University Mazzoli si trasferì in Italia, dove per tre stagioni ha vestito la maglia dei Mastini Varese, con i quali, nella stagione 1995-1996, vinse la IIHF Federation Cup.
Per una stagione fece ritorno nelle minors americane, dividendosi tra Colonial Hockey League (coi Muskegon Fury) e la International Hockey League (con Fort Wayne Komets e Grand Rapids Griffins).
Già nel 1997-1998 tornò nel campionato italiano, contribuendo a portare i Vipiteno Broncos alla finale scudetto poi persa con l'Hockey Club Bolzano. Iniziò la stagione successiva disputando l'Alpenliga con lo Jesenice per poi vestire la maglia, la sua ultima in Italia, del Cortina-Milano; grazie alle sue buone prestazioni si guadagnò la convocazione al mondiale con la nazionale azzurra, durante i quali giocò soltanto il primo tempo dell'incontro col Canada, subendo quattro gol e venendo sostituito.
Mazzoli ha giocato stagione 1999-2000 nuovamente nelle minors americane (Abilene Aviators in Western Professional Hockey League e Jacksonville Lizard Kings in ECHL), per poi tornare in Europa, questa volta nella Ice Hockey Superleague britannica, con i Manchester Storm. Chiuse la carriera al termine della stagione.

## Palmarès

### Club
- IIHF Federation Cup: 1

Varese: 1995-1996

### Individuale
- NCAA All-Rookie Team: 1

1990-1991